# Пиллалваям
Пиллалваям — река на северо-западе Камчатского края в России.
Длина реки — 11 км. Протекает по территории Пенжинского района Камчатского края. Впадает в Охотское море.
Название в переводе с корякского Пылылгаваям — «текущая река».

## Данные водного реестра
По данным государственного водного реестра России относится к Анадыро-Колымскому бассейновому округу. Код объекта в государственном водном реестре — 19080000112120000040508.